# Josef Altin
Josef Altin (nacido como Yusuf Altın; 12 de febrero de 1983) es un actor de cine y televisión británico que interpretó el papel de Pypar en la serie de televisión de fantasía de HBO Game of Thrones. Otras actuaciones notables es su papel de Ekrem en Eastern Promises y sus papeles en The Bill, Peep Show y Casualty. Protagonizó la exitosa obra de D.C. Moore The Empire en el Royal Court Theatre de Londres. Altin también interpretó el papel de Darren en Him & Her, una serie de televisión de la BBC.

## Vida y carrera
Altin nació en Londres, en una familia turca. Su primera aparición en una serie de televisión fue su papel de Garry en la serie dramática Psychos. Su primera aparición en una importante serie de televisión británica se produjo en 2004, cuando interpretó a una máquina desbrozadora en Blackpool. A lo largo de los años, Altin ha aparecido en The Bill varias veces en diferentes roles; de 2006 a 2007 interpretó a Jay Henderson, y en 2009 interpretó a Peter Balmaine. Después de su aparición en The Bill, se convirtió en un actor algo solicitado y recibió muchos más papeles en los años siguientes, actuando tanto en series de televisión como en películas varias veces al año.
En 2007, Altin apareció en dos películas, la primera de las cuales fue Boy A, donde interpretó a Bully, y la que quizás sea la película de mayor presupuesto que ha protagonizado, Eastern Promises, donde interpretó a Ekrem.
También ha aparecido en otras grandes series de televisión, incluidas Peep Show, Doctors, Robin Hood, Casualty, Little Miss Jocelyn, New Tricks, Being Human, Misfits y Law & Order: UK.
Altin también interpreta el papel de Pypar, comúnmente llamado Pyp, en la serie de televisión de fantasía de HBO Game of Thrones.
En 2015, Altin protagonizó dos películas Narcopolis y Child 44. En 2016, Altin protagonizó el cortometraje I Dream of Zombies.
En televisión, en 2017, Altin apareció en la comedia de E4 Chewing Gum como Ryan, e interpretó al Príncipe Rasselas, un joven molly que ejerce su oficio en las calles de Covent Garden, en la serie original de Hulu Harlots. En 2018, Altin interpretó a Willem Van Burgen, un pedófilo perturbado que sufre de sífilis, que proviene de una familia adinerada, sospechoso de ser el asesino en serie de niños en el drama de época de TNT, The Alienist .

## Filmografía
| Año             | Título                                           | Papel                            | Notas                        |
| --------------- | ------------------------------------------------ | -------------------------------- | ---------------------------- |
| 1999            | Psychos                                          | Garry                            | Episodio #1.5                |
| 2000            | Esther Kahn                                      | Samuel niño                      |                              |
| 2001            | My Other Wheelchair Is a Porsche                 | Ron                              | Cortometraje                 |
| 2002            | Dirty Pretty Things                              | Chico maquilador                 |                              |
| 2002            | Babyfather                                       | Amigo de Eric                    | Episodio #2.7                |
| 2004            | Blackpool                                        | Machine Strimmer                 | Episodio #1.2                |
| 2004–2009       | The Bill                                         | Varios                           | 7 episodios                  |
| 2005            | Gypo                                             | Michael                          |                              |
| 2005            | Murphy's Law                                     | Phillip                          | Episodio #3.2                |
| 2005            | Stoned                                           | Bill Wyman                       |                              |
| 2005            | The Golden Hour                                  | Robert                           | Episodio #1.4                |
| 2005            | Peep Show                                        | Asaltante No. 1                  | Episodio #3.1                |
| 2006            | Doctors                                          | Liam Aitkin                      | Episodio #7.168              |
| 2006            | Soundproof                                       | Stee                             |                              |
| 2006            | Robin Hood                                       | Benedict Giddens                 | Episodio #1.1                |
| 2006            | Pulling                                          | Skinzo                           | Episodio #1.6                |
| 2006–2009       | Casualty                                         | Varios                           | 3 episodios                  |
| 2007            | What Goes Around                                 | Cola                             | Cortometraje                 |
| 2007            | Ruby Blue                                        | Frankie                          |                              |
| 2007            | Eastern Promises                                 | Ekrem                            |                              |
| 2007            | Boy A                                            | Bully                            |                              |
| 2007            | The Omid Djalili Show                            |                                  | Episodio #1.2                |
| 2008            | Little Miss Jocelyn                              | Bully                            | Episodio #2.1, episodio #2.3 |
| 2008            | West 10 LDN                                      | Ratty                            |                              |
| 2008            | 10 Days to War                                   | Muchacho                         | Episodio #1.5                |
| 2008            | Poppy Shakespeare                                | Zubin                            |                              |
| 2008            | New Tricks                                       | Steve Pearson                    | Episodio #5.7                |
| 2008            | God on Trial                                     | Issac                            |                              |
| 2008            | No Heroics                                       | Robber                           | Episodio #1.1                |
| 2009            | M.I.High                                         | Kranky                           | Episodio #3.1                |
| 2009            | Tender                                           | Ross                             | Cortometraje                 |
| 2009            | Being Human                                      | Billy                            | Episodio #1.5, episodio #1.6 |
| 2009            | The Young Victoria                               | Edward Oxford                    |                              |
| 2009            | Beautiful People                                 | Ricky                            | Episodio #2.4                |
| 2009–2011       | Misfits                                          | Gary                             | Episodio #1.1, episodio #3.4 |
| 2010            | The Pizza Miracle                                | Paesano                          | Cortometraje                 |
| 2010            | Baby                                             | Emit                             | Cortometraje                 |
| 2010            | Law & Order: UK                                  | Ray Cole                         | Episodio #3.2                |
| 2010            | Reggie Perrin                                    | Young Boss                       | Episodio #2.1                |
| 2011            | Albatross                                        | Dave                             |                              |
| 2011–2012       | Him & Her                                        | Darren                           | Episodio 2.4, episodio 3.3   |
| 2011, 2013–2014 | Game of Thrones                                  | Pypar                            | Recurrente, 13 episodios     |
| 2012            | Comes a Bright Day                               | Clegg                            |                              |
| 2012            | The Hollow Crown                                 | Asesino II                       |                              |
| 2012            | A Mother's Son                                   | Sean Christie                    | Episodio #1.1, episodio #1.2 |
| 2012            | Los miserables                                   | Convicto 2                       |                              |
| 2012            | Now Is Good                                      | Jake                             |                              |
| 2013            | Holby City                                       | Alex Jules                       | Back From the Dead           |
| 2013            | Dreck                                            | Ambro Trader                     |                              |
| 2013            | By Any Means                                     | Jason Turner                     |                              |
| 2013            | Vendetta                                         | Rob                              |                              |
| 2013            | Hummingbird                                      | Repartidor de pizzas             |                              |
| 2014            | A Long Way Down                                  | Matty                            |                              |
| 2014            | The Hooligan Factory                             | Weasel                           |                              |
| 2015            | River                                            | Christopher Riley                | Episodios 1, 2               |
| 2015            | London Spy                                       | Pavel                            |                              |
| 2015            | Narcopolis                                       | Ambro Dealer                     |                              |
| 2015            | Child 44                                         | Alexander                        |                              |
| 2015            | Unforgotten                                      | Tyler Da Silva                   |                              |
| 2016            | Peaky Blinders                                   | Stefan                           | Episodio #3.5                |
| 2017            | Chewing Gum                                      | Ryan                             |                              |
| 2017            | Harlots                                          | Prince Rasselas                  |                              |
| 2018            | The Alienist                                     | Silver Smile / Willem Van Burgen | 3 episodios                  |
| 2018            | Tomb Raider                                      | Bruce                            |                              |
| 2018            | Los miserables                                   | Claquesous                       | 1 episodio                   |
| 2019            | Chernobyl                                        | Soldado                          | Episodio #1.4                |
| 2019            | Top Boy                                          | Adicto a las drogas              | Recurrente                   |
| 2019            | Star Wars: Episodio IX - El ascenso de Skywalker | Teniente Seftin Vanik            |                              |
| 2020            | Officer Down                                     | Amir                             |                              |
| 2025            | Last Breath                                      | Mike                             |                              |